# Никитино (Мордовия)
Никитино — деревня в Ардатовском районе Мордовии. Входит в состав Силинского сельского поселения.

## История
Впервые упоминается в первой ревизии 1719—1721 годов как владельческая деревня Масловка Верхопьянского стана Алатырского уезда. В «Списке населённых мест Симбирской губернии» (1863 г.) Никитино (Масловка) значится деревней владельческой из 23 дворов Ардатовского уезда. В 1928 году при районировании получила современное название.

## Население
| 2002 | 2010 |
| ---- | ---- |
| 31   | ↘22  |